# Lots Weib
Lots Weib ist ein deutscher Spielfilm aus dem DEFA-Studio für Spielfilme von Egon Günther aus dem Jahr 1965.

## Handlung
Katrin Lot arbeitet in Berlin als Sportlehrerin, hat zwei Kinder und ist mit einem Kapitänleutnant der DDR-Volksmarine verheiratet. Richard Lot kommt alle paar Wochen nach Hause, ist der liebende Vater und wird von seinen Söhnen verehrt. Doch Katrin ist mit der Situation nicht zufrieden, da es zwischen den beiden keine Liebe gibt.
Während Richard wieder einmal Urlaub hat und beide mit den Kindern den Tag im Tierpark verbringen, will sich Katrin am Abend mit ihrem Mann aussprechen und fragt ihn direkt, warum er sich nicht scheiden lassen will. Aber für Richard ist das kein Thema, denn mangelnde Zuneigung und Gewohnheit in der Ehe sind für ihn kein Grund zur Scheidung. Er wird von seiner Frau daran erinnert, dass sie einst nicht aus Liebe geheiratet hatten, sondern weil sie ein Kind bekamen, welches von beiden nicht gewünscht war. Auf den Einwand Katrins, dass eine Ehe, die aus Heuchelei besteht, keine gute Ehe ist, stellt er die Frage, was er denn seinen Genossen bei der Volksmarine und seinem Politoffizier Max Braun im Falle einer Scheidung sagen soll. So geht es immer weiter, bis er plötzlich sagt, dass er sofort wieder in seine Dienststelle fährt, legt noch etwas Geld auf den Schrank und verschwindet. Bereits am nächsten Tag ist er wieder zurück zu Hause und erklärt seiner Frau, dass er sich in seiner Einheit krankgemeldet hat. Doch diese will nicht wieder zum normalen Tagesablauf zurückkehren. Sie sagt ihm, dass ihr seine Verhältnisse zu anderen Frauen bekannt sind, legt als Beweis einen Brief vor, den sie in seinen Sachen gefunden hat und bittet ihn, sie freizugeben und die Scheidung zu beantragen, aber Richard wehrt sich, mit dem Hinweis auf die beiden Kinder, weiter.
Katrin Lot bemüht sich um einen Beratungstermin bei dem Scheidungsrichter Teichmann und bekommt dort zur Antwort, dass fehlende Liebe kein Scheidungsgrund ist. Als sie dann noch sagt, dass ihr Mann Offizier bei der Volksmarine ist, gibt er ihr nur noch den dringenden Rat, die Finger von einer Klage zu lassen. Wieder zu Hause angekommen, kommt ihr Mann auf Kurzurlaub und hat auch noch seinen Freund, den Politoffizier Max, mitgebracht. Nachdem Richard ihr erklärte, dass er die Scheidungsproblematik seiner Parteigruppe erzählt hat, versuchen die beiden Männer Katrin von ihren Gedanken an eine Trennung abzubringen, da ihre Vorstellungen von der Liebe sehr nach Gartenlauben-Romantik klingen und fordern von ihr, etwas mehr Pflichtgefühl wegen der Kinder zu zeigen.
Um geschieden zu werden, reift in Katrin der Plan, einen Ladendiebstahl zu begehen. Nach mehreren Fehlversuchen, bei denen sie nicht erwischt wird, kommt der Tag, an dem sie ein Ladendetektiv beobachtet. Bei der anschließenden Vernehmung beim Direktor des Warenhauses gibt dieser ihr zu verstehen, dass sie wieder verschwinden soll, was sie aber nicht vorhat, denn sie legt Wert auf eine Gerichtsverhandlung. Wegen des Diebstahls und der Verurteilung hat Richard Lot endlich die von ihr erhoffte Scheidung eingereicht, da er mit solch einer Frau in seinem Beruf nicht weiter verheiratet sein kann. Aus dem Schuldienst wird Katrin Lot entlassen, da sie als Diebin nicht mehr den von ihr erwarteten Aufgaben gewachsen sein soll.
Während des Scheidungstermins gibt Katrin Lot auf die Frage, warum sie in die Scheidung einwilligt, zur Antwort: Ich bin vorbestraft und möchte der weiteren beruflichen Entwicklung meines Mannes nicht im Wege stehen. Unerwartete Hilfe bekommt sie bei der Festlegung des Sorgerechts für die beiden Kinder von dem Politoffizier Braun. In seiner Aussage bekräftigt dieser, dass Frau Lot in der Lage ist, diese Aufgabe zu bewältigen und er es für falsch hält, wenn Herr Lot die Kinder zugesprochen bekommt.

## Produktion und Veröffentlichung
Der Scat-Gesang wurde von Ruth Hohmann interpretiert. Die Dramaturgie lag in den Händen von Christel Gräf.
Die Drehorte in Berlin befanden sich Unter den Linden, am Alexanderplatz, in der Karl-Marx-Allee, Schönhauser Allee, im Tierpark Berlin und in der Mokka-Milch-Eisbar.
Lots Weib wurde von der Künstlerischen Arbeitsgruppe „Roter Kreis“ als Schwarzweißfilm sowie in Totalvision gedreht und hatte seine Uraufführung am 26. August 1965 im Berliner Kino International. Im Fernsehen der DDR wurde der Film das erste Mal am 22. Februar 1978 im 2. Programm gezeigt. Bereits am 15. März 1974 wurde Lots Weib im ZDF gezeigt.

## Kritik
Im Neuen Deutschland meint Horst Knietzsch:

„Dieser Film ist ein Plädoyer für die Vernunft, für menschliche Würde, aktuell und weit mehr als eine Lektion in Scheidungsfragen.“

Die Kritik von H. U. in der Neuen Zeit behauptet:

„Der Regisseur Egon Günther ist bisweilen zu sehr verliebt in optische Virtuosität, so daß sich einzelne Szenen — der Faschingsball, die Turnübungen — verselbständigen. Aber diese dramaturgische Schwäche wird reichlich wettgemacht durch die realistische Prägnanz der Dialoge.“

In der Berliner Zeitung schrieb Günter Sobe:

„Die Autoren haben sich die Sache nicht einfach gemacht. ihr Film enthält tiefe, bedenkenswerte Gedanken über das Zusammenleben von Menschen innerhalb der Ehe. Die Dialoge sind pointiert, wie nicht häufig in unseren Filmen, die Dialogregie sitzt, aber der Dialog ist stärker als die Filminszenierung.“

Das Lexikon des internationalen Films schreibt, dass es sich bei dem Film um eine ernsthafte, in der Thematik, wie in der Form bemerkenswerte Auseinandersetzung mit Erscheinungen der DDR-Gesellschaft handelt. Es ist ein problembewusster Film, dessen überdurchschnittliche Gestaltung durch gute Darstellerleistungen abgerundet wird.